# Alstroemeria garaventae
Alstroemeria garaventae este o specie de plante monocotiledonate din genul Alstroemeria, familia Alstroemeriaceae, descrisă de Ehrentraut Bayer. Conform Catalogue of Life specia Alstroemeria garaventae nu are subspecii cunoscute.